# 木屋平村立三ツ木小学校
木屋平村立三ツ木小学校（こやだいらそんりつ みつきしょうがっこう）は、徳島県美馬市木屋平にあった公立小学校。
児童数の減少などの理由で1982年4月1日をもって休校。し、同年同月同日に木屋平村立川井小学校に統合された。

その後、木屋平村立川井小学校が児童数の減少などの理由で2002年4月1日をもって廃校し、同年同月同日に木屋平村立木屋平小学校（現美馬市立木屋平小学校）に統合された。

## 概要

### 旧校舎
- 穴吹から国道492号を穴吹川沿いに木屋平へ向かう。約25Km、竜頭橋手前で穴吹川を外れ三木家住宅を目指す。5Km程上ると、南斜面の頂上付近に公園がある。三ツ木小学校はこの公園にあった。
- 幼稚園、中学校を兼ねた校舎は、木造2階建てで講堂など含め15の教室があった。
- 校庭は、校舎から30m程上の頂上にあった。

### 新校舎
- 旧校舎から穴吹川沿いに下る。

## 基礎データ
全校生徒数
- 約240人（1960年度（昭和35年度）当時）[1]

全卒業生数　
- ？人

## 沿革
- 1869年（明治12年）4月20日 - 創立。
- 1947年（昭和22年） - 木屋平村三ツ木小学校と改称。
- 1964年（昭和39年） - 校舎焼失。
- 1964年以降 - 校舎新築移転。
- 1972年（昭和48年）04月1日 - 木屋平村立二戸小学校を統合。
- 1973年（昭和48年）07月1日 - 木屋平村の所属郡が麻植郡から美馬郡へ移行。
- 1982年（昭和57年）04月1日 - 休校。[1]

## 交通

### 最寄駅
- JR徳島線穴吹駅

## 関連学校
- 木屋平村立川井小学校（2002年4月1日廃校。）
- 美馬市立木屋平小学校
- 美馬市立木屋平中学校